# Khordha (district)
Khordha of Khurda is een district van de Indiase staat Odisha. Het district telt 1.874.405 inwoners (2001) en heeft een oppervlakte van 2888 km². De grootste stad is met voorsprong Bhubaneswar, wat ook de hoofdstad en grootste stad van Odisha is. Het bestuurscentrum van het district is echter in het gelijknamige Khordha gevestigd. Een andere belangrijke stad is het spoorwegknooppunt Jatani, ook wel Khordha Road genoemd. Het district kent de hoogste urbanisatiegraad van Odisha.